# Rue du Cher (Paris)
Pour les articles homonymes, voir Rue du Cher.
La rue du Cher est une voie du 20e arrondissement de Paris, en France.

## Situation et accès
La rue du Cher est une voie publique située dans le 20e arrondissement de Paris. Elle débute au 26, rue de la Cour-des-Noues et se termine au 6, rue Belgrand.

## Origine du nom

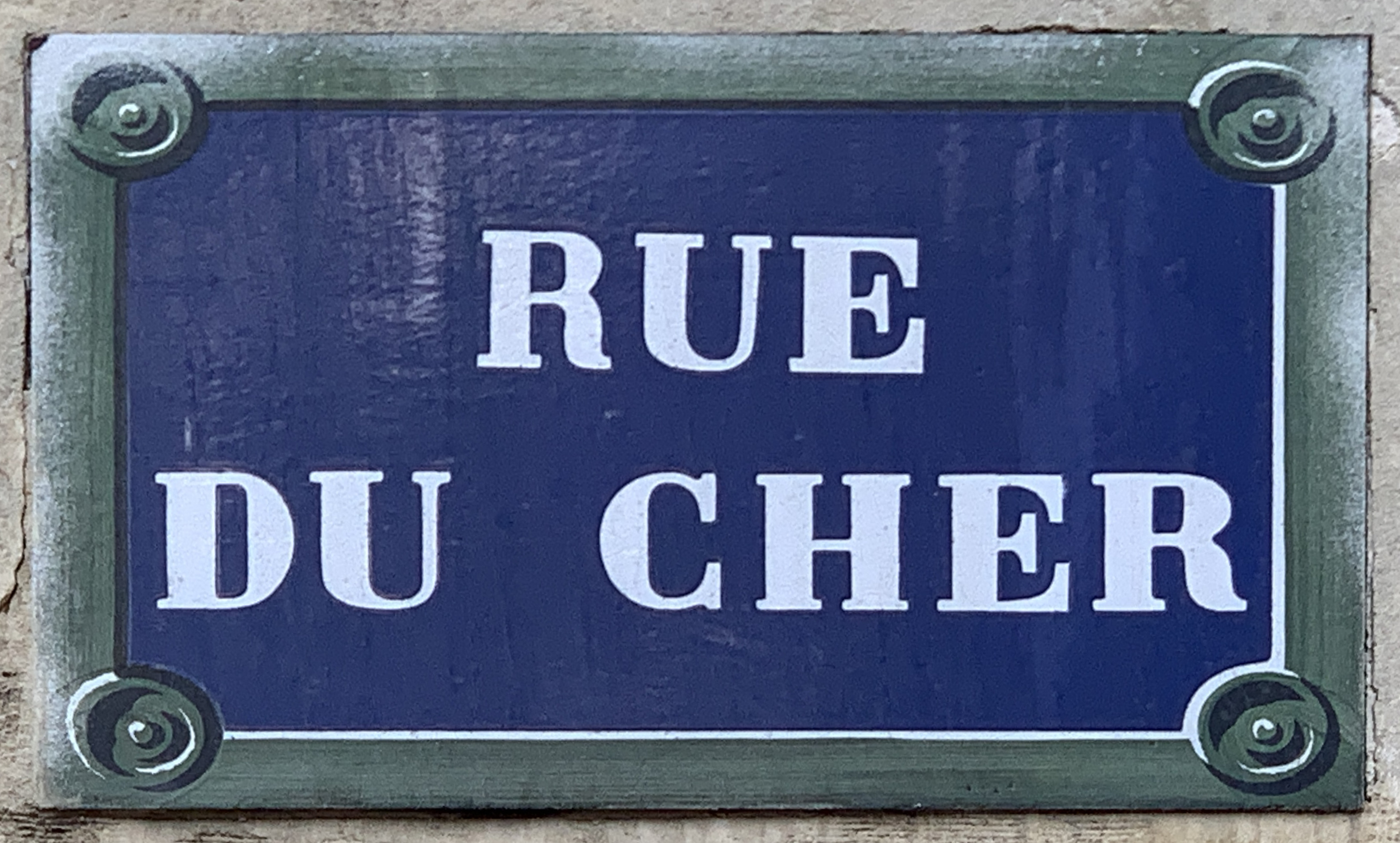
Plaque de la rue.

Elle porte le nom du Cher, rivière du bassin de la Loire et affluent de la Loire.

## Historique
En 1830, cette rue qui faisait partie de la voirie de l'ancienne commune de Charonne était une section du « sentier de Traverse-des-Gâtines » également appelée « chemin du Ratrait ».
Classée dans la voirie parisienne en vertu du décret du 23 mai 1863, elle prend sa dénomination actuelle par un arrêté du 1er février 1877.
Par un décret du 15 octobre 1921, la partie comprise entre la rue des Prairies et la rue de la Cour-des-Noues est détachée pour former la place Émile-Landrin.